# Международный аэропорт Куаланаму
Международный аэропорт Куаланаму (индон. Bandar Udara Internasional Kualanamu) (ИАТА: KNO, ИКАО: WIMM), часто также упоминается как Куала-Наму и аббревиатура KNIA,) — международный аэропорт, обслуживающий Медан, а также прилегающие районы провинции Северная Суматра, Индонезия. Он расположен в округе Делисерданг, в 23 км к востоку от центра Медана. Куаланаму является третьим по величине аэропортом Индонезии после аэропортов Сукарно-Хатта в Джакарте и Кертаджати в Бандунге, и пятым по загруженности аэропортом Индонезии по состоянию на 2018 год, а также первым аэропортом Индонезии, получившим четыре звезды от Skytrax.
Аэропорт был открыт для публики 25 июля 2013 года, в него были переведены все рейсы и услуги из международного аэропорта Полония, расположенного в центре Медана, который был признан опасным. Аэропорт был построен на месте бывшей плантации масличных пальм компании Perkebunan Nusantara II. Ожидается, что аэропорт станет новым международным транзитным хабом Суматры и всей западной части Индонезии. Это часть программы правительства Индонезии «Генеральный план по ускорению и расширению экономического развития Индонезии». Аэропорт также рассматривался в качестве кандидата на участие в Едином авиационном рынке АСЕАН, начиная с 2015 года.

## Название
Сообщается, что название аэропорта было предложено правителями народа Каро, а затем предоставлено Министерством транспорта. Название состоит из двух слов: «Куала», означающее «устье реки», и «Наму», что на каронском означает «глубокое море». Таким образом, «Куаланаму» означает «место впадение реки в море». Куаланаму является одним из немногих аэропортов в Индонезии, не названными в честь национальных героев.

## История

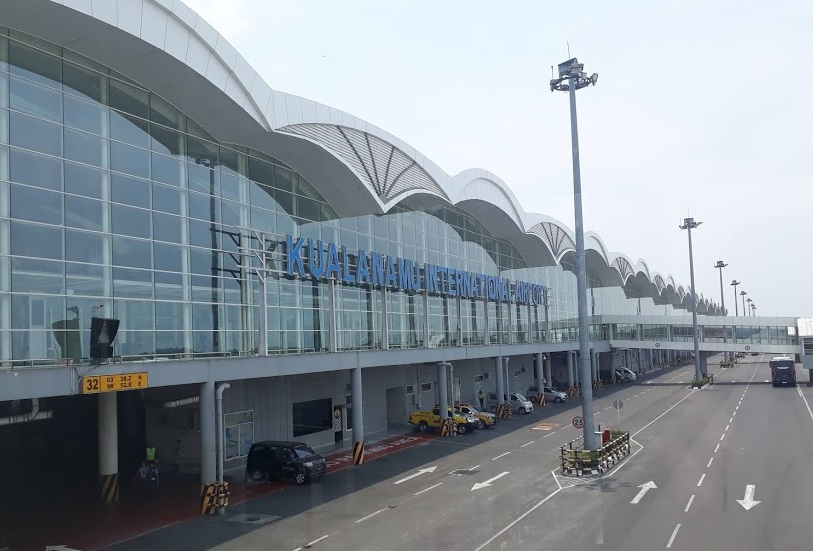
Внешний вид терминала аэропорта.

Старый меданский аэропорт Полония стал местом нескольких аварий. Он был расположен в центре города, из-за чего он имел сложную траекторию взлета и посадки и относительно короткую взлетно-посадочную полосу. Строительство аэропорта Куаланаму началось в 1991 году. Во время визита в Медан тогдашний министр транспорт Азвар Анас, заявил, что в целях безопасности новый аэропорт будет построен за пределами городской застройки.
Подготовка к строительству началась в 1997 году, но начавшийся в том же году азиатский финансовый кризис привёл к остановке работ. Тема нового аэропорта вновь стала актуальна после авиакатастрофы рейса 091 Mandala Airlines в сентябре 2005 года, которая произошла вскоре после вылета из старого аэропорта. В результате этого несчастного случая погибли действовавший в то время губернатор Северной Суматры Тенгку Ризал Нурдин и его предшественник Раджа Инал Сирегар, которые скончались днем позже. В этой аварии погибли также 49 человек, находившихся на земле, поскольку аэропорт находится очень близко к переполненным жилым районам, а длина взлетно-посадочной полосы составляла всего 3000 метров, что, хотя и считается достаточным по европейским стандартам, мало для Индонезии из-за того, что страна находится на более низкой широте от экватора, это означает, что здесь теплее и, как следствие, воздух тоньше, что в конечном итоге означает, что необходимы более длинные взлетно-посадочные полосы.
Все 1365 гектаров земли были приобретены в период с 1995 по 1997 год и получили свидетельство о праве на эксплуатацию № 1 от 29 ноября 1999 года. 100% территории были переданы управляющей компании PT Angkasa Pura II. В период с 1999 по 2006 год часть местных жителей незаконно использовали участки земли в качестве сельскохозяйственных угодий, и Angkasa Pura предложила им денежную компенсацию за переезд на другое место. Строительство возобновилось 29 июня 2006 г, незадолго до первой годовщины крушения рейса 091 Mandala Airlines. В тот же момент вице-президент Индонезии Юсуф Калла, заложил первый камень проекта. Это ознаменовало строительство аэропорта после нескольких лет бездействия. Планы строительства были размещены на веб-сайте компании. Также была выпущена компьютерная визуализация аэропорта. Тогда было заявлено, что аэропорт будет завершен к 2010 году. Поскольку приобретение земли было самым большим препятствием для этого проекта, открытие аэропорта было отложено до 2013 года из-за недостаточной осведомленности местных властей. 22 июля была выпущена презентация аэропорта.

### Начало работы
Аэропорт был открыт для публики 25 июля 2013 года. Самым первым коммерческим самолётом в аэропорту был внутренний рейс Garuda Indonesia из международного аэропорта Сукарно-Хатта, приземлившийся примерно в 05:00 по местному времени.

### Торжественное открытие
Аэропорт был официально открыт 27 марта 2014 года президентом Индонезии Сусило Бамбангом Юдойоно, что было отмечено установкой памятного камня.

## Инфраструктура

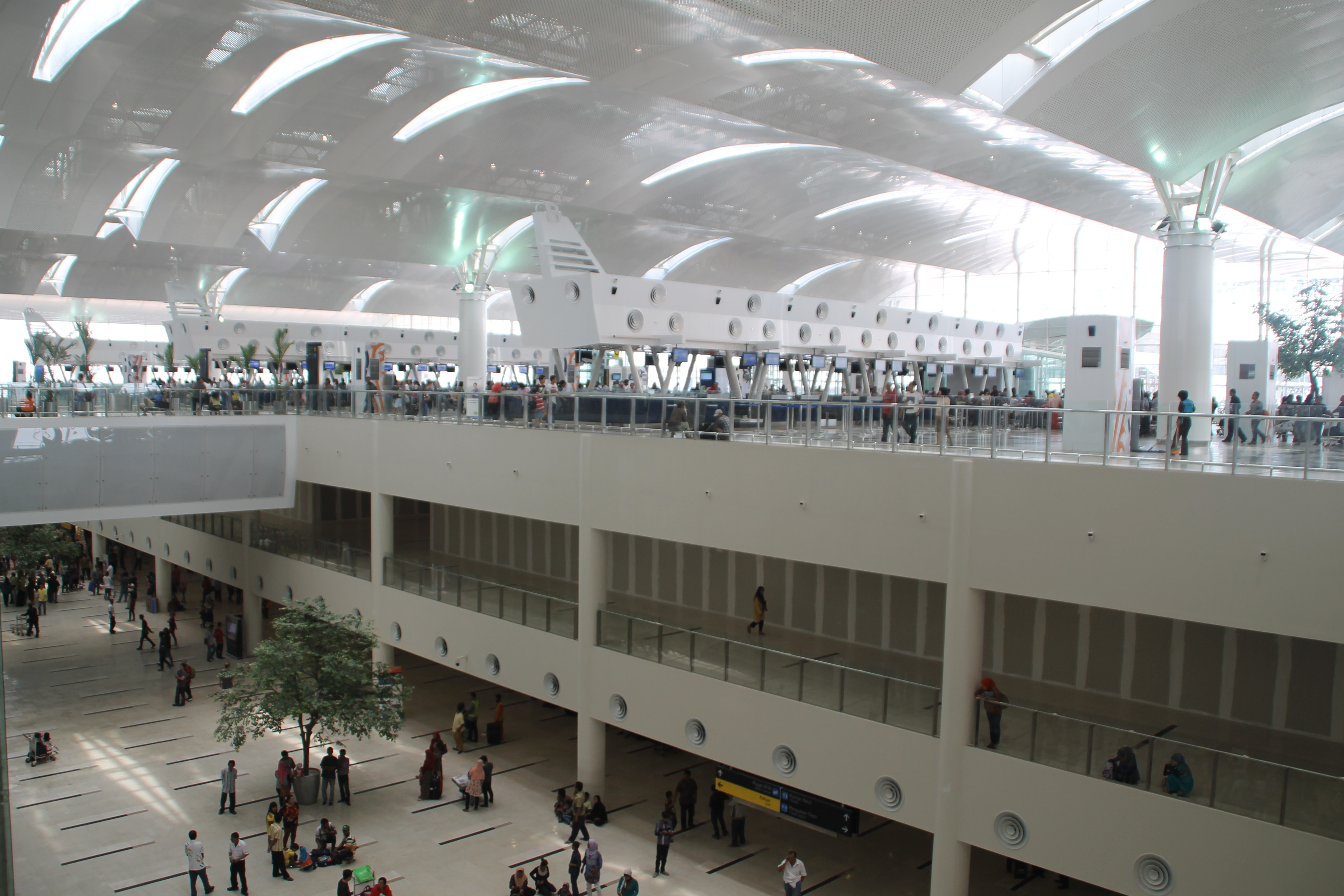
Зал ожидания аэропорта.

Аэропорт является третьим по величине в Индонезии после международного аэропорта Сукарно-Хатта и нового международного аэропорта Кертаджати с пассажирским терминалом площадью 224 298 м2, и после всех запланированных расширений он будет иметь пропускную способность 22 миллиона пассажиров в год к 2030 году. В аэропорту установлена автоматическая система обработки багажа, что делает его первым аэропортом в Индонезии, в котором не используются носильщики.
Аэропорт оборудован одной взлетно-посадочной полосой размером 3750 × 60 метров с двумя параллельными рулежными дорожками длиной 3750 и 2000 метров, что позволяет ему принимать широкофюзеляжные самолеты, включая Airbus A380, Boeing 747-8 и Ан-225. Перрон имеет площадь 664 м2, и способен одновременно разместить до 33 самолетов. Также в аэропорту есть грузовая зона площадью 13 000 м2, которая способная обрабатывать до 65 000 тонн грузов в год, а также паркинг вместимостью 50 820 м2 с местами под 405 такси, 55 автобусов и 908 автомобилей. Общая площадь составляет 1365 гектаров, он расположен в 20 км к северо-востоку от старого аэропорта Полония, и в 3 км от побережья Малаккского пролива. По завершении первой фазы строительства пропускная способность аэропорта составила 8 миллионов пассажиров в год, но на начало 2014 года он обслужил 8,3 миллиона пассажиров. Вторая фаза началась в середине 2015 года и должна довести пропускную способность до 25 миллионов пассажиров. Третья фаза, которая началась в 2018 году, включает в себя расширение взлетно-посадочной полосы, чтобы она смогла принимать Airbus A380, и увеличение грузового терминала с 13 450 м2 до 24 715 м2, а также расширение пассажирского терминала до 224 256 м2, чтобы увеличить пропускную способность с 9 до 17 миллионов пассажиров в год. AP II также планирует застроить коммерческой недвижимостью участок земли площадью 200 га, расположенный рядом с пассажирским терминалом. Коммерческий район должен включать в себя с 3-, 4- и 5-звездочные отели, гипермаркет, офисные здания, больницу и кинотеатр.
В настоящее время на взлетно-посадочной полосе аэропорта используется система ILS CAT I. Прибытие и вылет обычно направляются на взлетно-посадочную полосу 23, тогда как взлетно-посадочная полоса 05 обычно используется только в зависимости от направления ветра.

### Отель
На втором этаже построен отель Horison Sky Kualanamu. Он занимает площадь 7000 м2 и состоит из 140 номеров. Также, рядом с аэропортом были построены два других отеля, The Wing Hotel и The Crew.

## Деятельность
Хоть воздушное движение в аэропорту и контролируется правительством Индонезии, наземные объекты принадлежат совместному предприятию InJourney, которое предоставило 350 миллионов долларов в качестве первоначальных инвестиций в обмен на 30-летнюю аренду, после чего право собственности вернется государственно компании PT Angkasa Pura II. Аэропорт связан с городом Медан железнодорожной линией, строительство которой обошлось в 10,7 миллиона долларов. Также, было построено 18-километровое шоссе, улучшающее дорожное сообщение аэропорта с городом Медан. Его строительство обошлось в 1,5 миллиарда долларов. На нем обустроено 4 развязки, 4 подземных перехода, 7 эстакад и 3 платных выхода.

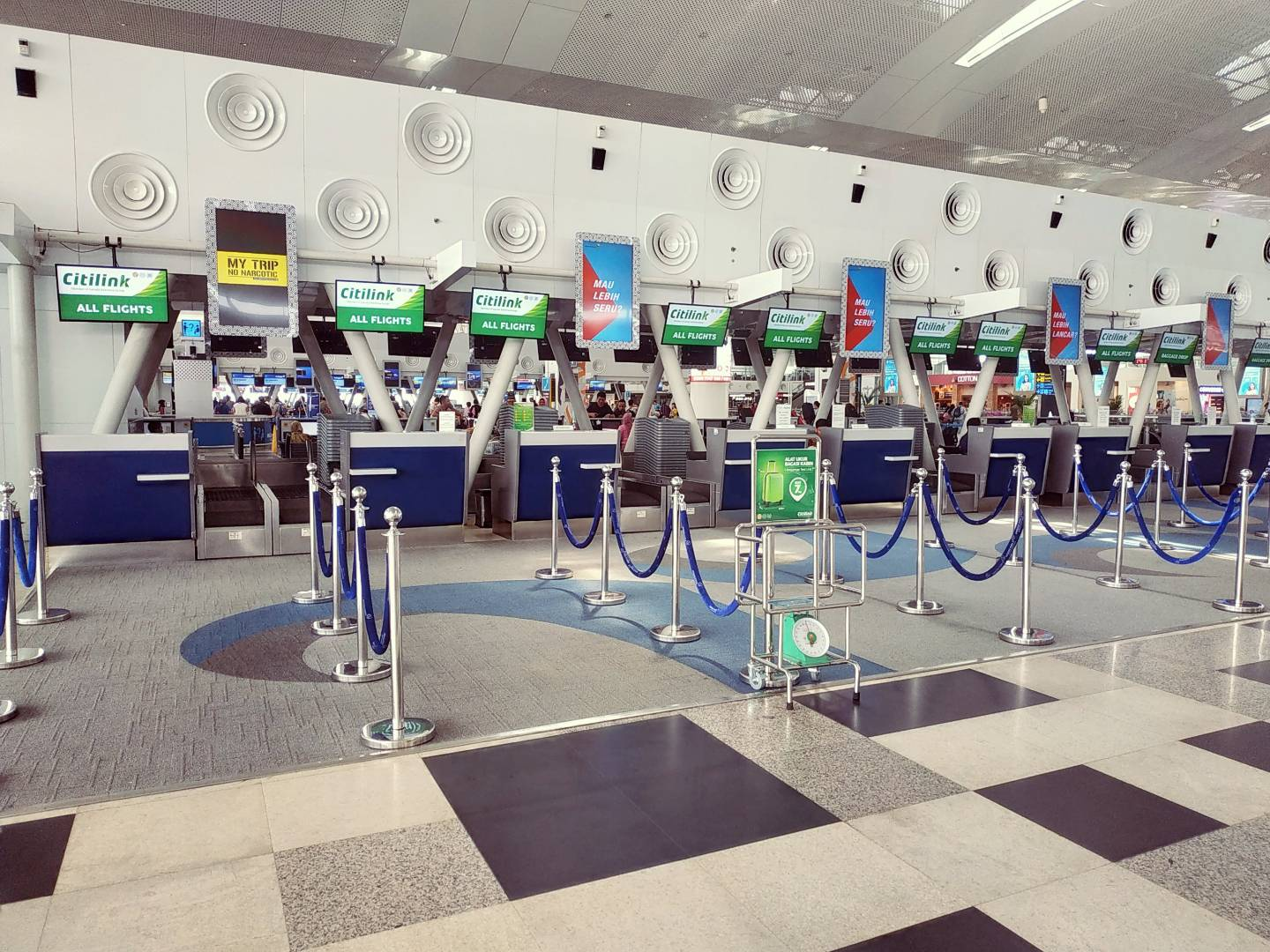
Стойки регистрации Citilink в аэропорту.

Аэропорт является первым в Индонезии с общедоступной зоной регистрации, кроме того, она гораздо более просторная, чем в старом аэропорту Полония. Аэропорт спроектирован компанией Wiratman & Associates, которая также спроектировала несколько других новых аэропортов и офисных зданий в Индонезии. Визуализации аэропорта и генеральный план были размещены на веб-сайте компании, а также на сайте Angkasa Pura II. Также была выпущена визуализация аэропорта. Правительство Индонезии заявило что надеется на то, что Куаланаму «станет международным транспортным центром и сможет конкурировать с аэропортами Сингапура и Бангкока.

## Статистика
| Год  | Пассажиропоток | Воздушное движение | Грузопоток |
| ---- | -------------- | ------------------ | ---------- |
| 2000 | 1,158,382      | 20,632             | 18,881     |
| 2001 | 1,510,489      | 23,300             | 21,809     |
| 2002 | 2,090,518      | 29,894             | 23,969     |
| 2003 | 2,736,332      | 36,359             | 24,067     |
| 2004 | 3,693,290      | 43,865             | 29,320     |
| 2005 | 4,033,073      | 55,218             | 32,125     |
| 2006 | 4,597,268      | 50,512             | 32,780     |
| 2007 | 5,456,558      | 54,238             | 50,580     |
| 2008 | 4,816,852      | 52,737             | 48,843     |
| 2009 | 5,852,076      | 50,303             | 49,272     |
| 2010 | 6,616,935      | 58,438             | 35,709     |
| 2011 | 7,170,107      | 61,755             | 47,254     |
| 2012 | 7,991,914      | 67,966             | 58,813     |

| Место | Пункт назначения                                                                 | Количество рейсов (в неделю) | Авиакомпании                                                                      |
| ----- | -------------------------------------------------------------------------------- | ---------------------------- | --------------------------------------------------------------------------------- |
| 1     | Международный аэропорт Сукарно-Хатта, Джакарта                                   | 308                          | Indonesia AirAsia, Batik Air, Citilink, Garuda Indonesia, Lion Air, Super Air Jet |
| 2     | Международный аэропорт имени Ханга Надима, Батам, Кепулауан-Риау                 | 63                           | Citilink, Lion Air                                                                |
| 3     | Аэропорт Бинака, Гунунгситоли, Северная Суматра                                  | 56                           | Citilink, Wings Air                                                               |
| 4     | Международный аэропорт имени Султана Искандара Муды, Банда-Ачех, Ачех            | 56                           | Indonesia AirAsia, Citilink, Wings Air                                            |
| 5     | Международный аэропорт имени Султана Шарифа Касима II, Пеканбару - Риау          | 49                           | Citilink, Lion Air, Wings Air                                                     |
| 6     | Международный аэропорт имени Халима Перданакусумы, Восточная Джакарта - Джакарта | 35                           | Citilink, Batik Air                                                               |
| 7     | Международный аэропорт Минангкабау, Паданг, Западная Суматра                     | 21                           | Lion Air, Wings Air                                                               |
| 8     | Международный аэропорт Джокьякарта, Кулон-Прого, Джокьякарта                     | 21                           | Indonesia AirAsia, Lion Air                                                       |
| 9     | Аэропорт имени Фердинанда Лумбана Тобинга, Сиболга, Северная Суматра             | 21                           | Citilink, Lion Air                                                                |
| 10    | Международный аэропорт имени Хусейна Састранегары, Бандунг, Западная Ява         | 14                           | Citilink, Lion Air, Garuda Indonesia                                              |
| 11    | Аэропорт имени Маликуса Салеха, Лхоксёмаве, Ачех                                 | 7                            | Wings Air                                                                         |
| 12    | Аэропорт Ласикин, Симёлуэ, Ачех                                                  | 6                            | Wings Air                                                                         |
| 13    | Аэропорт Кутньякдьен, Наган Рая - Ачех                                           | 3                            | Wings Air                                                                         |
| 14    | Аэропорт Рембеле, Такенгон, Ачех                                                 | 2                            | Wings Air                                                                         |

| Место | Пункт назначения            | Количество рейсов (в неделю) | Авиакомпании                                                      |
| ----- | --------------------------- | ---------------------------- | ----------------------------------------------------------------- |
| 1     | , Куала-Лумпур, Малайзия    | 70                           | AirAsia, Indonesia AirAsia, Batik Air, Malaysia Airlines, Malindo |
| 2     | , Пинанг, Малайзия          | 63                           | Airasia, Indonesia AirAsia, Citilink, Firefly, Lion Air           |
| 3     | , Сингапур                  | 21                           | Batik Air, Singapore Airlines                                     |
| 4     | , Медина, Саудовская Аравия | 14                           | Lion Air                                                          |
| 5     | , Бангкок, Таиланд          | 7                            | Indonesia AirAsia                                                 |

## Наземный транспорт

### Железнодорожный

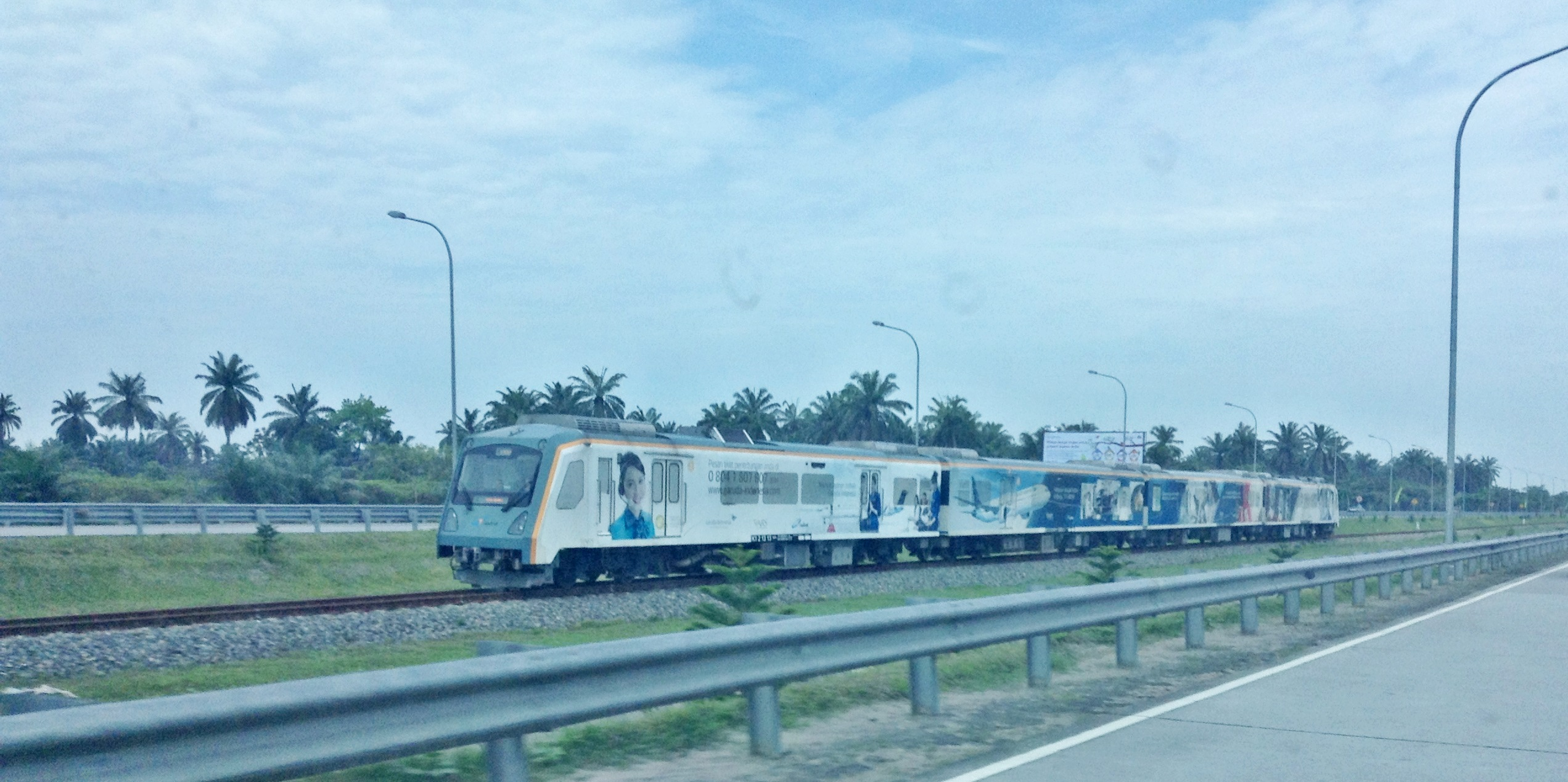
Один из двух поездов системы Kualanamu ARS.

Поезда обслуживаются PT Railink, совместным предприятием PT Angkasa Pura II и индонезийской железнодорожной компанией Kereta Api Indonesia. Это первый интегрированный железнодорожный маршрут в аэропорт в Индонезии. Поезда были произведены в Южной Корее.
Маршрут проходит от главного вокзала Медана, расположенного в центре Медана, до железнодорожной станции в аэропорту, обеспечивая самый быстрый способ добраться до аэропорта, занимающий 30 минут, и обратный путь, занимающий от 30 до 47 минут. В мае 2014 года была открытая вторая колея, проходящая из Медана в аэропорт. Это сократит путешествие во времени как минимум на 10 минут.
28 сентября 2022 года компания Railink открыла новую остановку на станции Bandar Khalipah в Дели-Серданге. Расчетное время в пути от этой станции до аэропорта займет 20 минут. Пассажиры также могут отправиться от станции Bandar Khalipah до главного вокзала Медана, ориентировочное время в пути — 10 минут.

### Автомобильный
Аэропорт соединен платной дорогой Медан—Куаланаму—Тебинг-Тингги, скоростной автомагистралью, специально предназначенной для связи аэропорта с городом Тебинг-Тингги и другими частями восточной части Северной Суматры, которая также является частью сети платных дорог через Суматру. В качестве альтернативы также была построена магистраль, напрямую соединяющая Медан и аэропорт.

### Автобусы
Аэропорт обслуживает государственная автобусная компания Perum DAMRI. У автобуса DAMRI есть только две автобусные остановки в Медане: рядом с ярмаркой Plaza Medan и на автовокзале Amplas. Дорога до аэропорта занимает от 60 до 90 минут. Стоимость проезда дешевле, чем поездка на поезде до города. Также есть служба такси, которая доставляет пассажиров по нескольким направлениям. Туристические компании Paradep и Travel Nice Trans связывают аэропорт с Парапатом через Паматангсиантаром, который является главными воротами для некоторых популярных направлений, таких как остров Самосир и озеро Тоба.

### Такси
Такси стоит примерно в два раза больше, чем билеты на поезд. Такси, которые доставляют пассажиров в аэропорт, представлены компаниями Blue Bird, KARSA, MATRA, Nice Trans, Grab и Go-Jek работают в аэропорту. CNN Indonesia раскритиковал международный аэропорт Сукарно-Хатта за отставание от Куаланаму в «халяльности» онлайн-такси.

### Региональный хаб
Международный аэропорт Куаланаму задуман как региональный узел по образцу международного аэропорта Инчхон в Южной Корее, поэтому 25 июня 2012 года между операторами обеих сторон было подписано соглашение. Администрация Инчхона поможет аэропорту Куаланаму стать региональным центром со стандартами мирового уровня.
В начале 2014 года Flying Fox Airways все еще обрабатывала лицензию хаба. 1 мая 2014 года индонезийский флагманский авиаперевозчик Garuda Indonesia открыл рейс из Медана в аэропорт Джидды в качестве продолжения специального маршрута Макассар—Медан, выполняющийся во время Хаджа.

## Награды
В июне 2015 года Куаланаму получил сертификат Skytrax как «4-звездочный аэропорт», став первым индонезийским аэропортом, получившим такую награду. 16 июня 2016 года аэропорт получил бриллиантовую награду за качество обслуживания в категории «Международные аэропорты» от Angkasa Pura II. В августе 2019 года таможенная система аэропорта получила награду Министерства финансов на конкурсе инноваций 2018 года, организованным Генеральным управлением таможни и акцизов вместе с международным аэропортом Сукарно-Хатта.

## Авиакатастрофы и происшествия

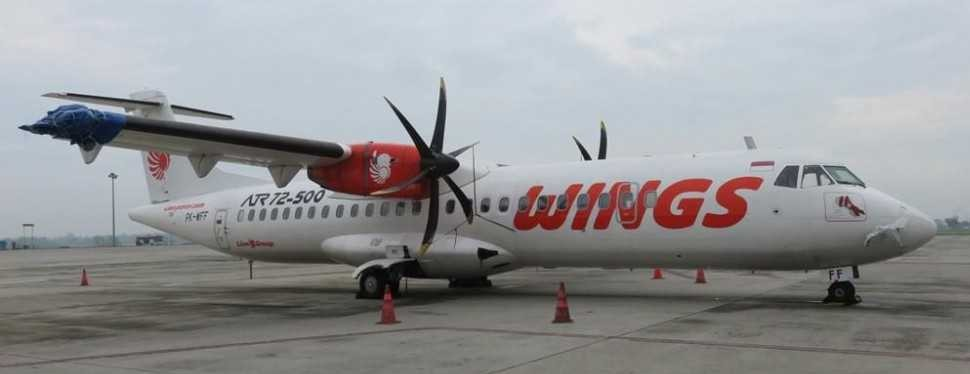
ATR 72–500 авиакомпании Wings Air со сломанной законцовкой правого крыла.

- 18 мая 2013 года Boeing 737-400 авиакомпании Malaysia Airlines, который должен был приземлиться в аэропорту Полония, вместо этого чуть не приземлился в недостроенном Куаланаму. Самолет не приземлился, но шасси уже были выпущены. Пилот перевел самолет в режим TO/GA, как только понял это, и благополучно вернулся в Полонию[64].
- 24 апреля 2015 г. у Boeing 737-900ER авиакомпании Lion Air, направлявшегося в Джакарту, загорелся двигатель. Пассажиры были немедленно эвакуированы через запасные двери. Сообщается, что у трех человек были переломы костей, вызванные прыжком со средней двери, и они были немедленно доставлены в ближайшую больницу. В 16:30 пассажирам был предоставлен другой самолёт для безопасного вылета в Джакарту[65].
- 3 августа 2017 г. произошло столкновение крыльев с участием Boeing 737-900ER Lion Air, следовавший из аэропорта Банда-Ачеха, и ATR 72–500 авиакомпании Wings Air, направлявшегося в аэропорт Катньякдьен, в округе Меулабо. Рейс 197 пытался избежать столкновения, но из-за малого расстояния оно всё-же произошло. Все другие рейсы в аэропорту, были задержаны на 20 минут[66].
- 26 сентября 2017 г. около 12:30[67] пилот Airbus A320-200 авиакомпании Citilink, следовавшего в Батам[68], обнаружил, что правое крыло было покрыто роем пчел, что привело к 90-минутной задержке. Затем наземная бригада обрызгала крыло водой, очистила его и разогнала пчел. Выяснилось, что лесозаготовки возле аэропорта разрушили среду обитания пчел, в результате чего они стали искать убежища в аэропорту[68].